# Junohus

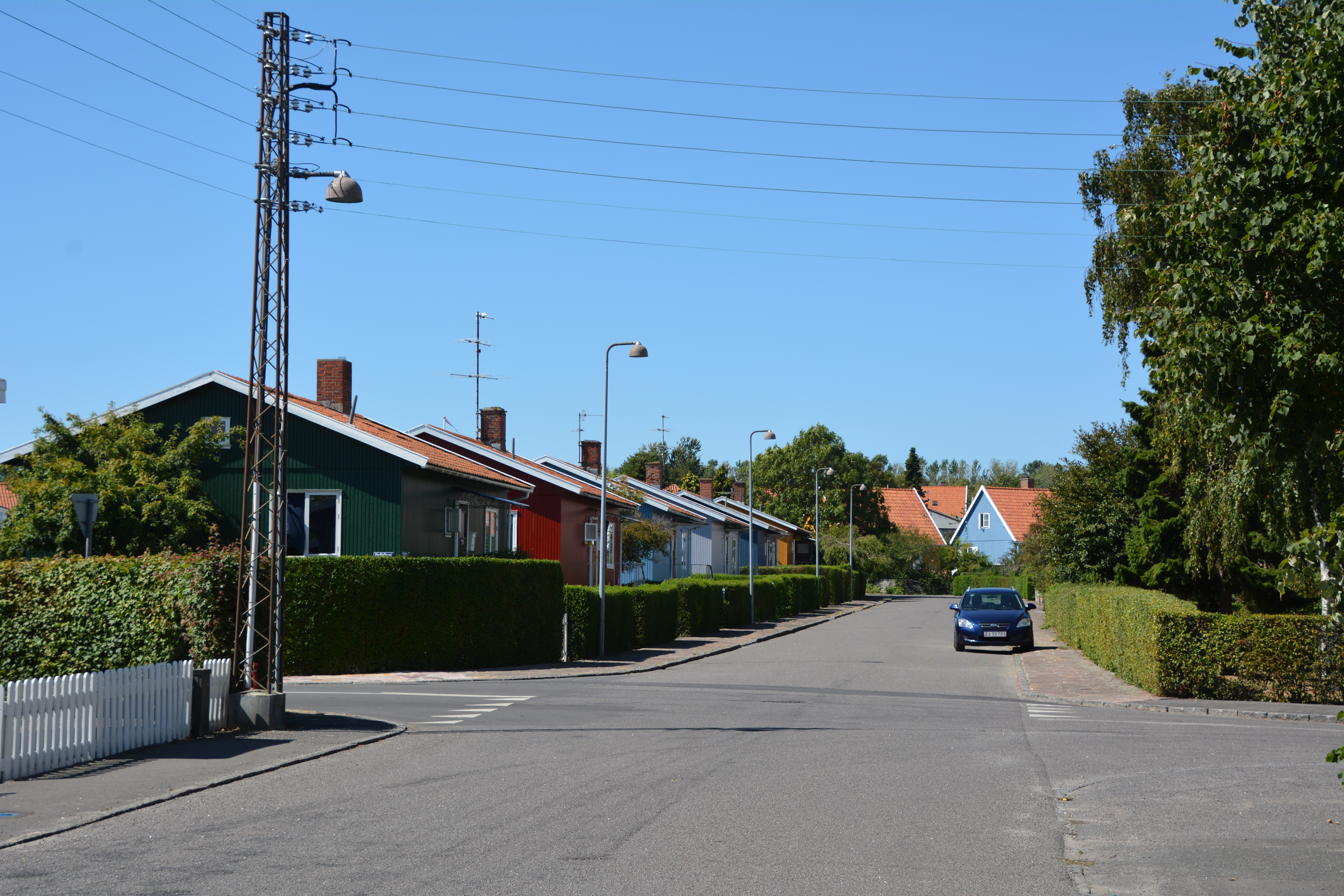
Svenskhus vid Sverigesvej i Nexø på Bornholm

Junohus var ett svenskt trähusföretag i Uddevalla.
En trähusfabrik uppfördes 1938–1939 i Skeppsviksområdet vid Byfjorden i Uddevalla av HSB:s Riksförbund med statligt stöd efter nedläggningen av Uddevalla Tändsticksfabrik för att tillverka monteringsfärdiga trähus för export till framför allt Storbritannien. Den invigdes den 31 augusti 1939, varefter det omedelbart följande krigsutbrottet satte stopp för exportmöjligheterna till Storbritannien. Minst en fartygslast med 50 hus kom iväg, men uppbringades av tyskarna.
Junohus ställde om produktionen och tillverkade hus för försvaret, bland annat förläggningsbaracker, flygplanshangarer och fordonsgarage. Under kriget exporterade till 1943 både fem träbåtar på 250 dödviktston samt kolpråmar på 1000 dödviktston i trä till den tyska ockupationsmakten i Norge. De fem fartygen byggdes i "Långa ladan" och hade alle norska fisknamn: Sei, Lange, Flyndre, Hyse och Kveite. De användes för att frakta fisk till Frostfilet AS av tyskarna rekvirerade fiskfabrik i Trondheim, vilken levererade mat till den tyska armén.
År 1951 hade företaget 500 anställda och var då HSB:s största fabrik. Företaget såldes 1958 och ställdes om till fönsterproduktion. Den återköptes av HSB 1960, då som fönsterfabriken Snickerifabriken i Uddevalla, senare med namnet Elit-fönster. Enstaka bostadshus tillverkades också, till exempel fyra flerbostadshus för Bostadsrättsföreningen Nordgården för HSB Lerum 1943.
Efter andra världskriget återupptogs produktionen av monteringsfärdiga enfamiljsvillor. Svenska staten lade en order 1945 på 250 småhus som återuppbyggnadsbistånd till Danmark för städerna Rønne och Nexö, som drabbats av ryska bombanfall vid krigsslutet den 7 och 8 maj 1945, de så kallade Svenskehusen. Samma år skeppades upp till åtta monteringsfärdiga hus om dagen till Storbritannien.
År 1948 lät Fredrik Ljungström bygga 15 exemplar av 6,78 meter långa Lj-jullar av modell Vingen 11A med 2x15 kvadratmeter segelarea på fabriken.
Åren 1948–1952 uppfördes 13 experimenthus i atriumform vid Skillnadsgatan i Kärralund i Örgryte i Göteborg, som ritades av Erik Friberger och byggdes med standardiserade element från Junohus.